# PKS 2155-304
PKS 2155-304, également nommée QSO B2155-304 et SHBL J215852.0-301331, est un blazar ainsi qu'une source de rayons gamma à très haute énergie de la constellation du Poisson Austral. Il a été découvert en 1906 par Edward Emerson Barnard lors d'une étude de Messier 57, également nommée la nébuleuse de la Lyre. Selon les mesures de décalage vers le rouge, ce dernier se situerait à 1.59 milliard d'années-lumière.

## Variabilité

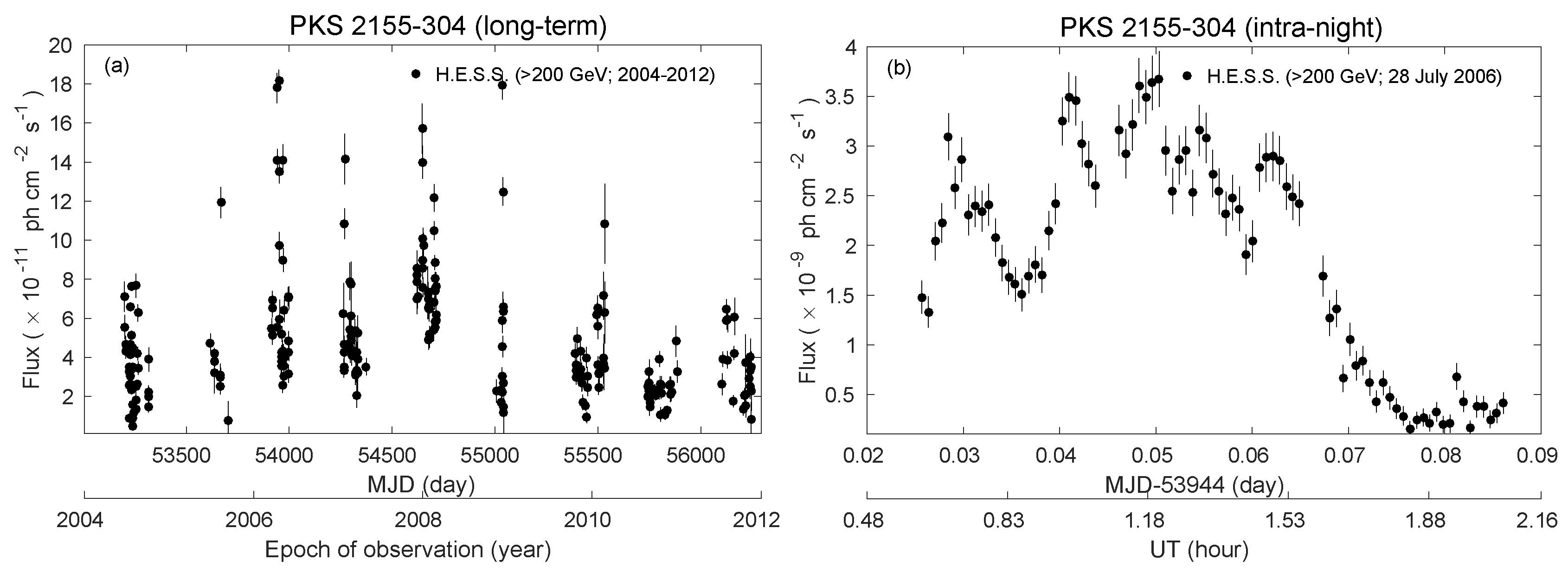
Courbe de lumière X et gamma de PKS 2155-304 lors des périodes "sombres"

PKS 2155-304 est un blazar de type BL Lacertae, il est donc un astre variable. De multiples études ont été réalisées sur PKS 2155-304, chaque étude a détecté une forte émission radio, X, gamma, infrarouge et ultraviolette qui subit des périodes sombres, ces périodes sombres se définissent par une baisse spontanée de la luminosité du blazar, une première période a été identifiée en juillet et octobre 2002 et une autre de juin à septembre 2003. Le flux observé de rayons gamma montre une variabilité sur des échelles de temps de mois, jours et heures. Le blazar PKS 2155-304 émet des émissions moyennes de 300 giga électronvolt qui varie entre 10% et 60% de l'émission observée depuis la nébuleuse du Crabe. La variation est expliquée par une absorption d'une grande quantité de matière par le trou noir de PKS 2155-304, l'absorption crée des jets qui sont orientés vers la Terre dont l'énergie est égale à 7 fois celles émises par le rémanent du Crabe soit 1 400 Giga électron volt. Les pics de luminosités radio, X et gamma se produisent lors de périodes de 200 à 600 secondes. En 2007, une équipe de scientifiques utilisera le High Energy Stereoscopic System pour faire un programme d'observation de PKS 2155-304. Ce dernier durera plus de 9 ans et il permettra d'identifier d'autres périodes sombres que celles précédemment identifiées. Les dernières périodes sombres identifiées ont une durée entre quelques heures et un mois maximum, mais cette équipe identifiera une nouvelle période qualifiée d'ultra longue, celle-ci dure plusieurs mois. Les scientifiques établiront une théorie pour expliquer ces périodes irrégulières, ils pensent que cette irrégularité serait due à la connexion entre les jets et le disque d'accrétion du blazar, masquant ainsi sa luminosité dans des périodes irrégulières.

## Propriétés physiques
Tous les domaines d'émissions de PKS 2155-304 montrent que la lumière venant de ce dernier est fortement polarisée, indiquant que le blazar produit un champ magnétique extrêmement puissant,. En étudiant la région centrale de l'émission lors d'une période sombre dans le domaine des ondes radio, les scientifiques ont pu estimer la masse du trou noir de PKS 2155-304, le résultat sera une masse de 10 milliards de masses solaires. Une autre étude sera faite par une équipe scientifique avec toutes les données enregistrées lors d'une période sombre, cette équipe trouvera une masse de 15 milliards de masses solaires. Lors du pic le plus violent, la blazar a atteint une magnitude apparente de 13.09, faisant de PKS 2155-304 le deuxième blazar le plus lumineux vu depuis la Terre. En 2012, une équipe travaillant avec le VLT a pu détecter les jets du blazar, il possède deux jets bipolaires d'une longueur de 2 kiloparsecs soit 6500 al et deux autres jets fossiles qui s'étendent sur 20 kiloparsecs soit 65 000 al, les jets fossiles sont la preuve d'une activité antérieure.